# Пульфермар
Пу́льфермар (нем. Pulvermaar) — заполненный водой маар, который находится на юго-западе Германии в федеральной земле Рейнланд-Пфальц. Вместе с Хольцмаром это один из мааров Гилленфельда.

## Описание

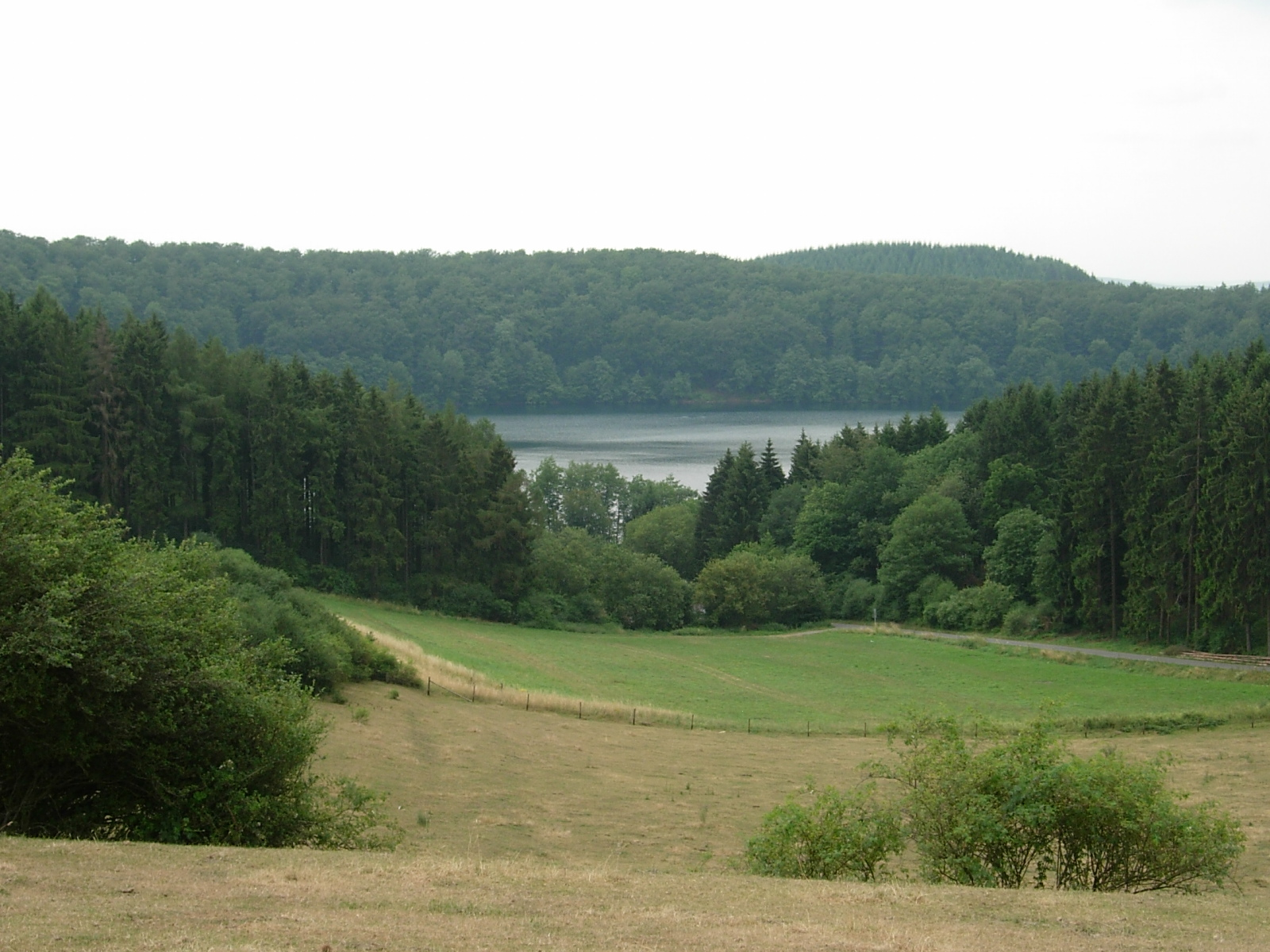
Вид издали на Пульфермар

Участок туфа в болотных образованиях соседнего Стронер-Мара относится к Пульфермара и поэтому старше его. Ранние анализы древних спор определили возраст мест залегания туфа, следовательно, Пульфермару около 10 050 лет. Однако более поздние исследования показывают, что подводные террасы на большей глубине, а также ледяные отложения внутри тефры, оба из которых подтверждают, что маар образовался во время последнего ледникового периода, от 20 000 до 30 000 лет назад. Вулканологи из Смитсоновского института предполагают, что последнее извержение Стронер-Мара и Пульфермара произошло в 8300 году до нашей эры.
Почти круглый маар имеет крутые воронкообразные стороны. Маарское озеро находится на высоте 411 м над уровнем моря с максимальной глубиной 72 м и является самым глубоким в вулканическом Айфеле. Оно имеет диаметр около 700 метров и площадь поверхности ок. 38,48 га и, таким образом, также является крупнейшим водоемом в Айфельских маарах, также вулканическая структура в целом, имеющая размеры 900 × 950 м, превосходит другие маары в Айфельской области.

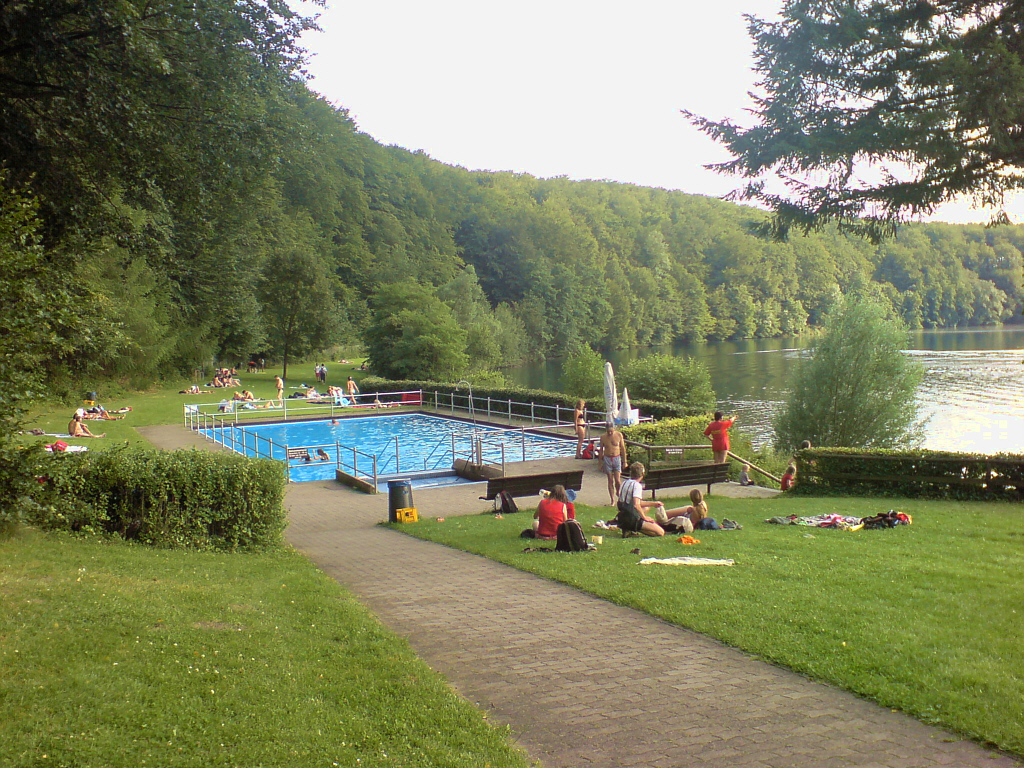
Зона для купания

После Боденского озера и озёр пре-Альп (Кёнигсзе, Вальхензе, Штарнбергер-Зе, Аммерзе, Кимзе, Тегернзе) Пульфермар является самым глубоким природным озером в Германии. Вполне вероятно, что первоначально Пульфермар был ещё глубже, возможно, глубиной до 200 метров. Его края имели бы высоту 50 метров.
Маар окружен лесами по краю кратера, по которому вокруг озера проходит тропинка. На восточном берегу есть место для купания.